# Яни Капу
Яни́ Капу́ (крим. Yañı Qapu; рос. Яны Капу; до 2023 року — Красноперекопськ) — місто в Україні, адміністративний центр Перекопського району Автономної Республіки Крим. Населення становить 29 830 осіб (2012).
Засноване будівельниками бромного заводу 1932 року.

## Назва
Місто було засновано під назвою Красноперекопськ на згадку про штурм Червоною армією Перекопського перешийка у листопаді 1920 року під час Громадянської війни в Росії.
12 травня 2016 року постановою Верховної Ради України № 1352-VIII зазначено, що Красноперекопськ було перейменовано на Яни Капу (крим. Yañı Qapu) відповідно до вимог закону «Про засудження комуністичного та націонал-соціалістичного (нацистського) тоталітарних режимів в Україні та заборону пропаганди їхньої символіки». Постанова набрала чинности у 2023 році.

## Географія

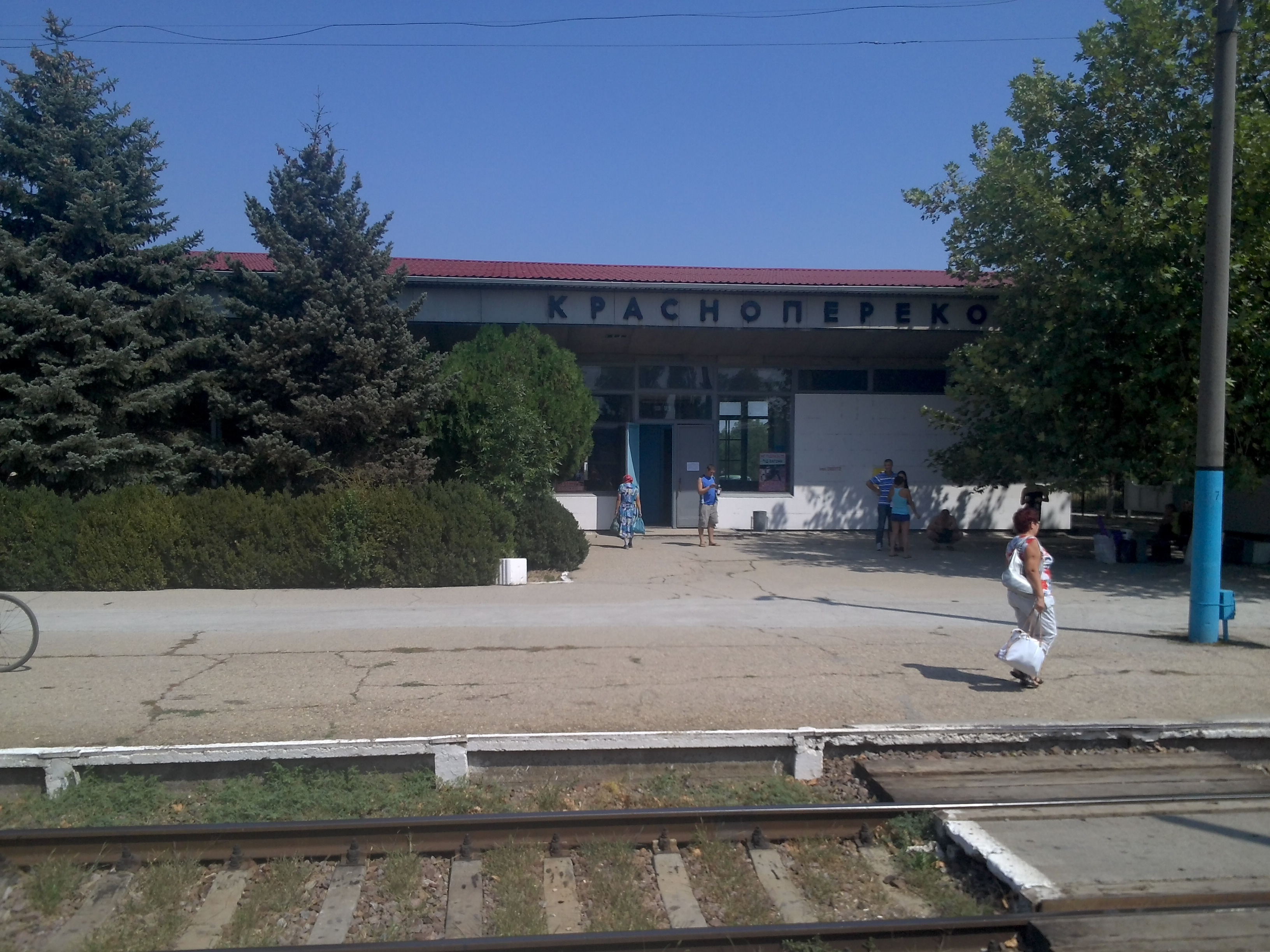
Залізничний вокзал

Розташований на півночі Криму серед степової рівнини з каштановими солончакуватими ґрунтами та лучними солончаками в південній частині Перекопського перешийка, на березі о. Старе за 123 км від Сімферополя (автошлях E97 Н05), на залізниці Джанкой — Херсон. Поряд із містом проходить Північнокримський канал. Площа — 2241,88 га.
Неподалік розташована мілководна Каркінітська затока Чорного моря, у якій створений орнітологічний заказник.

### Клімат
Клімат дуже посушливий, помірно-спекотний, з помірно м'якою зимою. Середня температура січня — 2,4 °C, липня + 23,3 °C. Опадів — 336 мм на рік.

## Історія

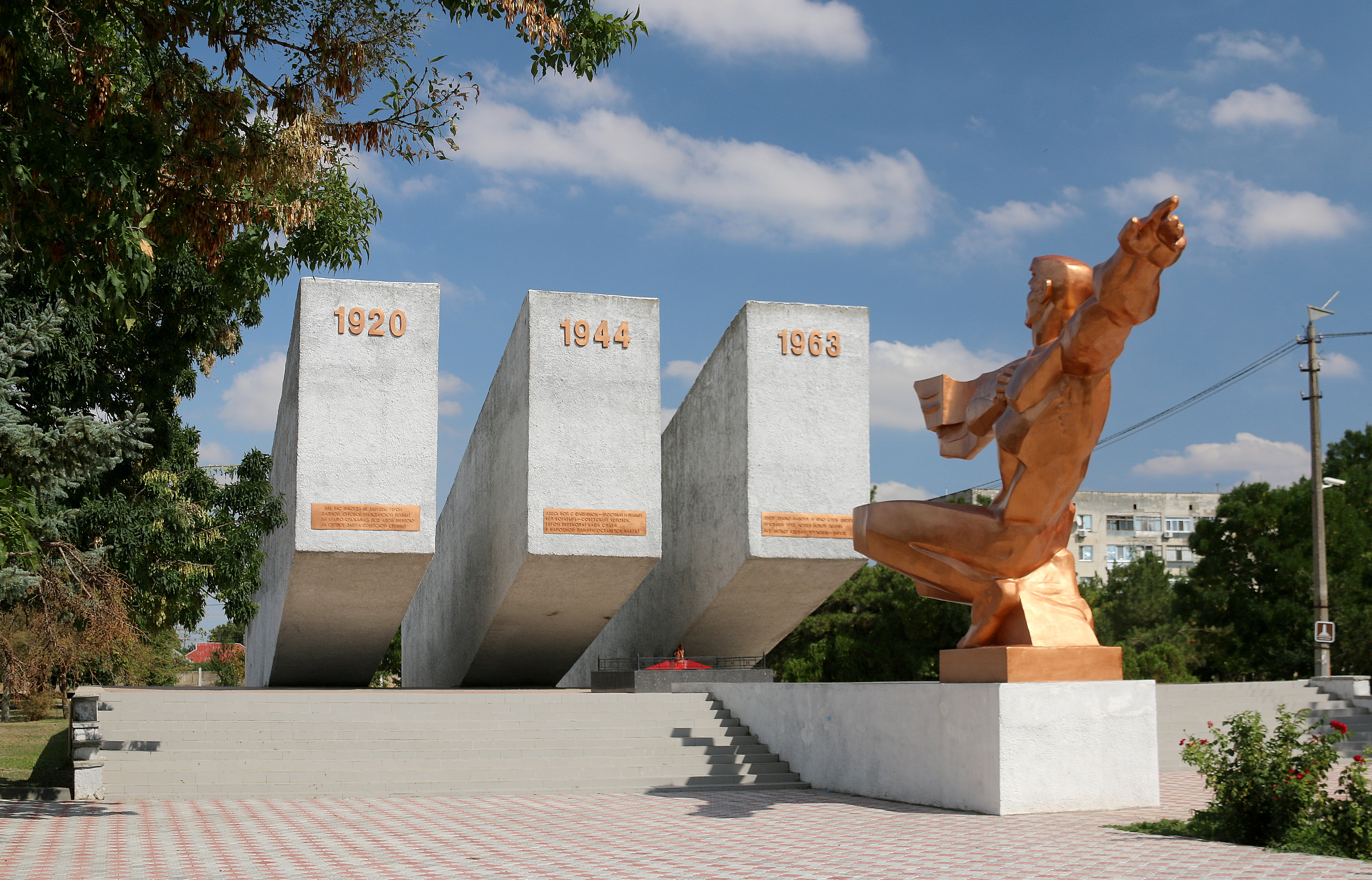
Пам'ятний знак на честь 3-х штурмів Перекопу

Селище Красноперекопськ виникло у 1932 через побудову бромного заводу біля Старого озера (інша назва — озеро Тузла). Перші жителі були з українських селян та з різних районів РРФСР.
У 1961—1966 роках селище стало центром будівництва Північнокримського каналу. У 1966 отримало статус міста.
З 1967 по 1973 рік велося будівництво хімічного промислового гіганта — Кримського содового заводу. У 2004 місто увійшло до ВЕЗ «Сиваш».
З 2014 року незаконно анексований Російською Федерацією.

## Населення
Розподіл населення за віком та статтю (2001)
| Стать | Всього | До 15 років | 15-24 | 25-44 | 45-64 | 65-85 | Понад 85 |
| --- | ------ | ----------- | ----- | ----- | ----- | ----- | -------- |
| Чоловіки | 14 045 | 2693        | 2291  | 4396  | 3723  | 915   | 27       |
| Жінки | 16 857 | 2531        | 2332  | 5068  | 4928  | 1878  | 120      |
| \| Статево-вікова піраміда \| Статево-вікова піраміда \| Статево-вікова піраміда \| \| ----------------------- \| ----------------------- \| ----------------------- \| \| Чоловіки \| Вік \| Жінки \| \| 27 \| 85 + \| 120 \| \| 44 \| 80-84 \| 161 \| \| 140 \| 75-79 \| 444 \| \| 327 \| 70-74 \| 604 \| \| 404 \| 65-69 \| 669 \| \| 891 \| 60-64 \| 1160 \| \| 620 \| 55-59 \| 831 \| \| 1058 \| 50-54 \| 1432 \| \| 1154 \| 45-49 \| 1505 \| \| 1106 \| 40-44 \| 1385 \| \| 1053 \| 35-39 \| 1212 \| \| 1033 \| 30-34 \| 1168 \| \| 1204 \| 25-29 \| 1303 \| \| 1154 \| 20-24 \| 1210 \| \| 1137 \| 15-20 \| 1122 \| \| 1223 \| 10-14 \| 1153 \| \| 822 \| 5-9 \| 743 \| \| 648 \| 0-4 \| 635 \| |        |             |       |       |       |       |          |
| Статево-вікова піраміда |        |             |       |       |       |       |          |
| Чоловіки | Вік    | Жінки       |       |       |       |       |          |
| 27 | 85 +   | 120         |       |       |       |       |          |
| 44 | 80-84  | 161         |       |       |       |       |          |
| 140 | 75-79  | 444         |       |       |       |       |          |
| 327 | 70-74  | 604         |       |       |       |       |          |
| 404 | 65-69  | 669         |       |       |       |       |          |
| 891 | 60-64  | 1160        |       |       |       |       |          |
| 620 | 55-59  | 831         |       |       |       |       |          |
| 1058 | 50-54  | 1432        |       |       |       |       |          |
| 1154 | 45-49  | 1505        |       |       |       |       |          |
| 1106 | 40-44  | 1385        |       |       |       |       |          |
| 1053 | 35-39  | 1212        |       |       |       |       |          |
| 1033 | 30-34  | 1168        |       |       |       |       |          |
| 1204 | 25-29  | 1303        |       |       |       |       |          |
| 1154 | 20-24  | 1210        |       |       |       |       |          |
| 1137 | 15-20  | 1122        |       |       |       |       |          |
| 1223 | 10-14  | 1153        |       |       |       |       |          |
| 822 | 5-9    | 743         |       |       |       |       |          |
| 648 | 0-4    | 635         |       |       |       |       |          |

Населення — 29,9 тис. осіб (початок 2012 року).
За переписом 2001 року населення становило 30 902 осіб, у тому числі:
- росіяни — 15 736 осіб — 51,0 %
- українці — 12 631 особа — 40,9 %
- кримські татари — 928 осіб — 3,0 %
- корейці — 439 осіб — 1,4 %
- білоруси — 366 осіб — 1,2 %
- татари — 145 осіб — 0,5 %
- вірмени — 80 осіб — 0,3 %

## Індустрія
У Яни Капу діють хімічні заводи ЗАТ «Бромний Завод» та ЗАТ «Кримський содовий завод», а також ПрАТ «Укснаб» що продукує вироби з кераміки для пивної промисловості (кружки пивні, колони, важелі фірмові для розливу), холодильне обладнання (шафи холодильні пивні, охолоджувачі, кег-майстер охолоджувачі).

## Релігія
У місті діє храм та мечеть «Наріман».

## Освіта
У Яни Капу є 6 дитячих садочків, 5 шкіл, філія Кримського інституту економіки та права, центр художнього навчання при ПрАТ «Укснаб» та дитяча музична школа.

## ЗМІ та інтернет
Щотижня видаються газети «Базар», «ТелеЛюкс», та «Перекоп». Щодня виходять в ефір програми місцевої телерадіокомпанії «Екран». Основний інтернет-провайдер — БКС «Сиваш».

## Спорт
- У місті базується волейбольний клуб «Кримсода», що виступав в Українській Суперлізі.
- Яни Капу є базою для футбольного клубу «Хімік» (1950 рік заснування).

## Відомі люди

### Народилися
- Художник-графік В. Звольський
- Кирило Паршин — військовий, позивний Грек, загинув 15 березня 2022 року під час оборони міста Маріуполь.[10]
- Нікіта Зимов — митець сучасного мистецтва, набув популярності в Санкт-Петербурзі в часи реп товариства «Young Russia», пише картини на теми відносин між людьми, красу жінок, життєві спогади і т.і.[11]

### Проживали
- Жила і померла філологиня, поетка і прозаїкиня, журналістка В. Мірєєва.

## Цікаві факти
- Ім'я «Яни Капу» носить допоміжне судно — рейдовий буксир (A947)[12], який зараз базується в Одесі.
- Жителі Криму рідко промовляють колишню назву «Красноперекопськ» повністю, часто скорочуючи його до «Перекоп», через що часто виникала плутанина, адже в Криму є село Перекоп, назване у пам'ять про зруйноване в 1920 році місто Перекоп.